# Briefumschlagfabrik Bontamps

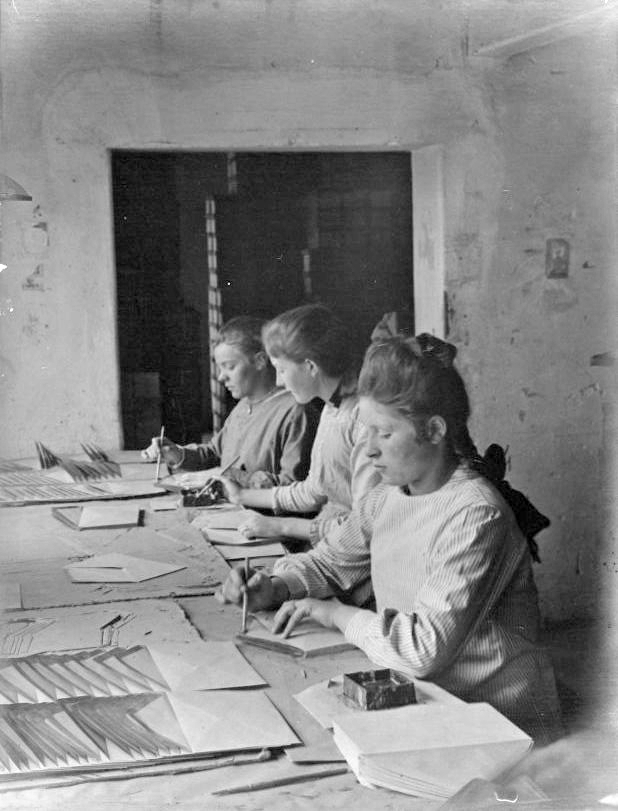
Mitarbeiterinnen der Briefumschlagfabrik Bontamps verklebten 1919 von Hand 6000 bis 7000 Umschläge pro Tag, nur bei kleinen Mengen und nicht gängigen Größen.

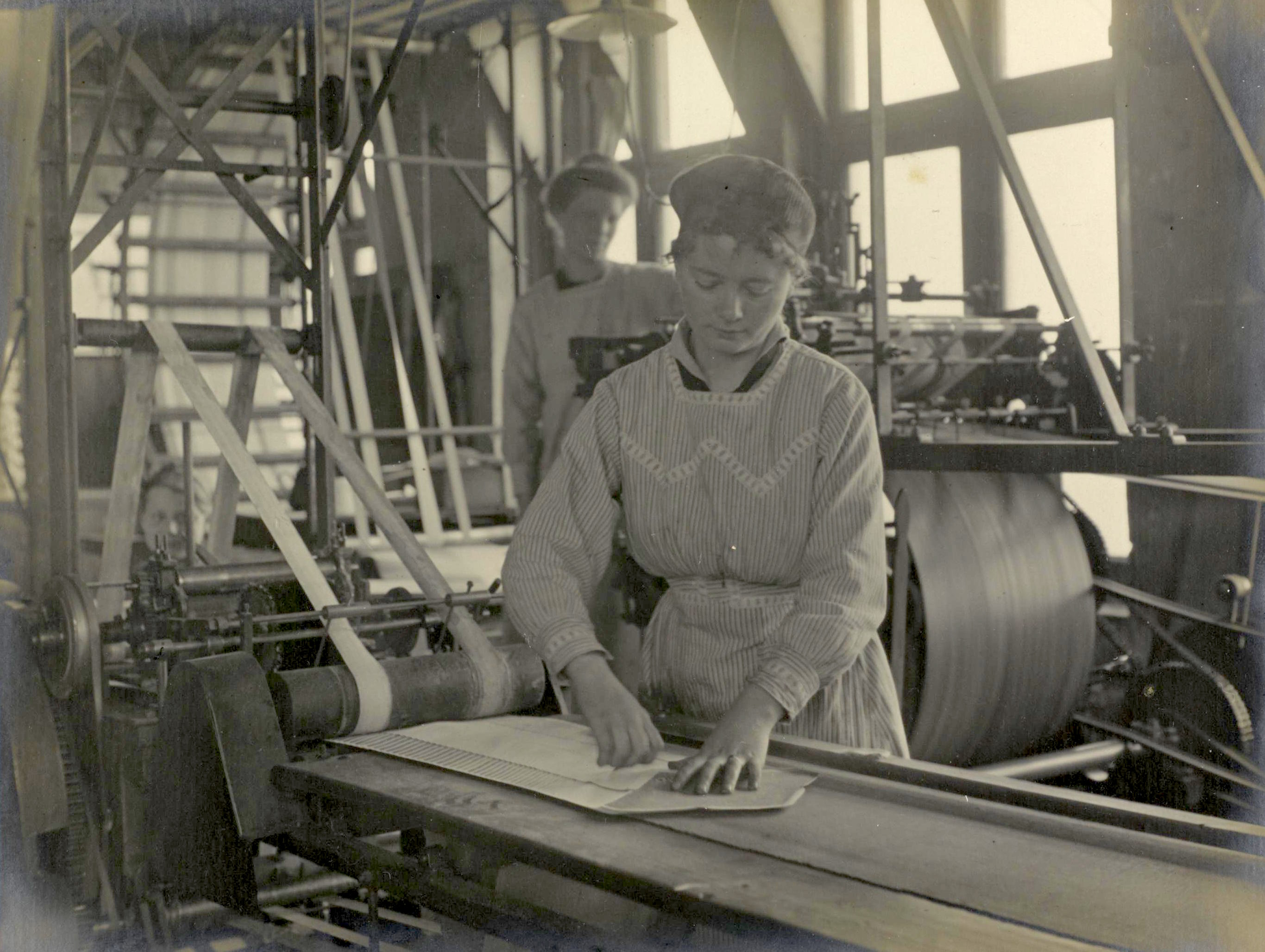
Eine jugendliche Arbeiterin legte 1919 nach einer Lehrzeit von 2 bis 3 Monaten 80.000 bis 100.000 ungefaltete Umschläge pro Tag auf das rotierende Zuführband der automatischen Gummiermaschine.

Die Briefumschlagfabrik Bontamps in Venlo war eine führende Briefumschlagfabrik in den Niederlanden.

## Geschichte
Das Unternehmen wurde 1734 von Hendrik Korsten in seinem Haus an der Maasstraat in Venlo als erste Venloer Druckerei gegründet. Anfangs wurden dort Bücher und Broschüren von hoher Qualität meist zu religiösen Themen gedruckt, die sich gut verkaufen ließen. Von 1792 bis 1794 gab das Unternehmen als Wochenschrift die erste Venloer Zeitung, die Algemeene Staatkundige Nieuwsberichten, heraus. Neben dem Standort in Geldern, der bereits unter der Leitung von Hendrik Korsten gegründet worden war, wurde eine Zweigstelle in Lüttich eröffnet. Mit Dampfmaschinen wurde die Produktion auf Briefumschläge, Schulhefte, Register und andere Büromaterialien erweitert. Um 1900 beschäftigte das Unternehmen etwa hundert Leute, die mit den modernsten Maschinen arbeiteten.
Nachdem 1905 der Buchdruck aufgegeben worden war, florierte das Unternehmen in den ersten zwei Jahrzehnten des 20. Jahrhunderts, selbst während des Ersten Weltkriegs. In den 1920er Jahren begann aber der Niedergang des einst wichtigsten Venloer Unternehmens. Aufgrund der starken Konkurrenz aus dem Ausland (insbesondere Deutschland) und der Gründung von zwei Umschlagfabriken in Venlo geriet das Unternehmen in Schwierigkeiten. Ab 15. Dezember 1935 wurde das Unternehmen liquidiert, zu einem Konkurs kam es jedoch nicht, da die Gläubiger auf einen Großteil ihrer Forderungen verzichteten.